# Sony Dwi Kuncoro
Sony Dwi Kuncoro (Surabaia, 7 de julho de 1984) é um ex-jogador de badminton da Indonésia.
Conquistou a medalha de bronze nos Jogos Olímpicos de Verão de 2004, em Atenas, com apenas 20 anos.